# 小行星19694
小行星19694（19694 Dunkelman）是一颗绕太阳运转的小行星，为主小行星带小行星。该小行星于1999年9月8日发现。

## 轨道参数
小行星19694的轨道半长轴为3.5439693 UA，离心率为0.091。